# Diskonto (musikgrupp)
Diskonto är ett svenskt punkband som bildades 1992 i Uppsala.

## Historia
Diskonto bildades av Martin (gitarr och sång) och Malmen (trummor) 1992. Senare kom Stefan in på sång och Kaj på bas. De spelade in sin första demo i början av 1994, senare samma år spelade Diskonto in två EP-skivor, A shattered society och Silenced by oppression. Sedan följde några EP-skivor och split-skivor. 1997 släppte bandet sin första LP, Destroy! Rebuild!.
Diskonto genomförde ett flertal turnéer i nordamerika och Europa. 
När debatten gick som hetast som nedladdning i Sverige fick Diskonto viss medial uppmärksamhet, efter att i flera år redan erbjudit all sin musik gratis, på en egen server. Ett av de första banden i världen att göra det. 
Diskonto repade för sista gången 2013, sen låg bandet på is i väntan på Steffes tillfrisknande. Det tog fem år innan Steffe kände sig frisk nog att starta upp bandet igen. En vecka senare avled han i TBE. Diskonto är officiellt nedlagt för all framtid.

## Medlemmar
- Stefan Pettersson - sång
- Martin Altemark - gitarr
- Jonas Godske - trummor
- Rikard Olsson - bas

### Gamla medlemmar
- Malmen - trummor 92-96
- Kaj Löfven - bas 92-96
- Daniel Dellamorte Ekeroth - bas 96-01
- Pege - bas 01-03

## Diskografi
- 1994 - A shattered society 7"
- 1996 - More power to the cops.. ..is less power to the people 7"
- 1996 - split 7" w/ Distjej
- 1997 - Destroy! Rebuild! album
- 1997 -  split 7" w/ Frigöra  (Japan)
- 1997 - split 10" w/ Abuse
- 1998 - Silenced by oppression 7"
- 1998 - Freedom is out of sight 12"
- 1999 - Diyanarchohardcorepunk 7"
- 2001 - There is no tomorrow album
- 2004 - We are the people our parents warned us about album
- 2005 - Watch us burn album
- 2006 - A Blaze in the Northern Sky (Split LP w/ Massgrav)
- 2013 - Diskontinued 12"